# Plave (zespół muzyczny)
Plave (hangul: 플레이브) – południowokoreański wirtualny boysband utworzony przez VLast. Obecnie grupa składa się z pięciu członków: Noah, Bamby, Yejun, Eunho i Hamin. Grupa zadebiutowała 12 marca 2023 roku wydając swój pierwszy singiel album Asterum.

## Historia

### 2022–2023: Wprowadzenie i oficjalny debiut
Plave zostali zaprezentowani 15 września 2022 roku podczas transmisji na żywo na oficjalnych kanałach YouTube i Twitch. Grupa oficjalnie zadebiutowała 12 marca 2023 roku, wydając swój pierwszy single album Asterum, który w uniwersum Plave opisywany jest jako tajemnicza przestrzeń między Caelum a Terra, gdzie spotykają się ze swoimi fanami.
Drugi minialbum zespołu, Asterum: The Shape of Things to Come, osiągnął milion odtworzeń w ciągu 13 godzin oraz łącznie 1,7 miliona w ciągu 24 godzin od premiery, trafiając do Galerii Sław serwisu Melon (Melon Hall of Fame). 17 listopada 2023 roku ogłoszono, że grupa została nominowana do nagrody Rookie of the Year na gali Melon Music Awards.
Podczas transmisji na żywo 12 grudnia 2023 roku członkowie ogłosili, że dołączą do platformy Weverse. Na początku 2024 roku uruchomili tam oficjalne członkostwo w fan clubie. Plave jest pierwszym wirtualnym zespołem, który dołączył do tej platformy.

### Od 2024: Pierwsza rocznica i koncert
26 lutego 2024 roku ukazał się ich drugi minialbum Asterum: 134-1, który sprzedał się w liczbie 221 151 egzemplarzy fizycznych w dniu premiery oraz 569 289 w ciągu tygodnia, ustanawiając nowy rekord zespołu. Utwór tytułowy „Way 4 Luv” zdobył pierwsze miejsce w dwóch cotygodniowych programach muzycznych w Korei – Show Champion oraz Show! Music Core – czyniąc Plave pierwszym wirtualnym zespołem idoli w historii, który zdobył takie nagrody.
Plave świętowali pierwszą rocznicę debiutu 12 marca 2024 roku podczas transmisji na żywo na swoim kanale YouTube, która przyciągnęła ponad 35 000 widzów z całego świata. Z okazji rocznicy, na początku marca 2024 roku w The Hyundai Seoul w Korei Południowej otwarto na dwa tygodnie pop-up store inspirowany ich utworem „Way 4 Luv”.
Swój pierwszy koncert Plave zorganizowali w dniach 13–14 kwietnia 2024 roku w Olympic Hall w Seulu, w Korei Południowej.
3 lutego 2025 roku Plave wydali swój trzeci minialbum Caligo Pt.1 z utworem przewodnim „Dash”.

## Członkowie
- Noah (노아)
- Bamby (밤비)
- Yejun (예준)
- Eunho (은호)
- Hamin (하민)

## Dyskografia

### Minialbumy
| Rok  | Dane dot. albumu | Najwyższa pozycja | Najwyższa pozycja | Najwyższa pozycja | Sprzedaż                         |
| Rok  | Dane dot. albumu | KOR (Circle)      | JPN Hot           | JPN Hot           | Sprzedaż                         |
| ---- | --- | ----------------- | ----------------- | ----------------- | -------------------------------- |
| 2023 | Asterum: The Shape of Things to Come - Wydany: 24 sierpnia 2023 - Wytwórnia: VLast - Format: CD, digital download, streaming | 2                 | —                 | —                 | - KOR: 334 518+                  |
| 2024 | Asterum: 134-1 - Wydany: 26 lutego 2024 - Wytwórnia: VLast - Format: CD, digital download, streaming                         | 1                 | 9                 | —                 | - KOR: 787 235+ - JPN: 10 541+   |
| 2025 | Caligo Pt.1 - Wydany: 3 lutego 2025 - Wytwórnia: VLast - Format: CD, digital download, streaming                             | 2                 | 5                 | 9                 | - KOR: 1 188 648+ - JPN: 27 344+ |

### Single

#### Single albumy
| Rok  | Dane dot. albumu                                                                             | Najwyższa pozycja | Sprzedaż        |
| Rok  | Dane dot. albumu                                                                             | KOR (Circle)      | Sprzedaż        |
| ---- | -------------------------------------------------------------------------------------------- | ----------------- | --------------- |
| 2023 | Asterum - Wydany: 12 marca 2023 - Wytwórnia: VLast - Format: CD, digital download, streaming | 10                | - KOR: 230 759+ |

Single cyfrowe
| Rok                                                       | Tytuł                             | Najwyższa pozycja | Najwyższa pozycja | Najwyższa pozycja | Album                                |
| Rok                                                       | Tytuł                             | KOR               | KOR               | WW                | Album                                |
| Rok                                                       | Tytuł                             | Circle            | Songs             | WW                | Album                                |
| --------------------------------------------------------- | --------------------------------- | ----------------- | ----------------- | ----------------- | ------------------------------------ |
| 2023                                                      | „Wait for You” (기다릴게)         | –                 | 15                | –                 | Asterum                              |
| 2023                                                      | „Why?” (왜요 왜요 왜?)            | 87                | –                 | –                 | Asterum: The Shape of Things to Come |
| 2023                                                      | „The 6th Summer” (여섯 번째 여름) | 69                | 9                 | –                 | Asterum: The Shape of Things to Come |
| 2023                                                      | „Merry PLLIstmas”                 | 6                 | 4                 | –                 | Asterum: 134-1                       |
| 2024                                                      | „Way 4 Luv”                       | 6                 | 2                 | –                 | Asterum: 134-1                       |
| 2024                                                      | „Pump Up the Volume!”             | 1                 | 1                 | –                 | Caligo Pt.1                          |
| 2025                                                      | „Dash”                            | 3                 | –                 | 195               | Caligo Pt.1                          |
| „–” oznacza, że singiel nie był notowany na danej liście. |                                   |                   |                   |                   |                                      |

#### Pozostałe utwory notowane
| Rok                                                       | Tytuł                          | Najwyższa pozycja | Najwyższa pozycja | Album                                |
| Rok                                                       | Tytuł                          | KOR               | KOR               | Album                                |
| Rok                                                       | Tytuł                          | Circle            | Songs             | Album                                |
| --------------------------------------------------------- | ------------------------------ | ----------------- | ----------------- | ------------------------------------ |
| 2023                                                      | „I Just Love Ya"               | 135               | –                 | Asterum: The Shape of Things to Come |
| 2023                                                      | „Dear. PLLI"                   | 137               | 24                | Asterum: The Shape of Things to Come |
| 2024                                                      | „Watch Me Woo!"                | 41                | 5                 | Asterum: 134-1                       |
| 2024                                                      | „Virtual Idol" (버추얼 아이돌) | 47                | 6                 | Asterum: 134-1                       |
| 2024                                                      | „From"                         | 48                | 4                 | Asterum: 134-1                       |
| 2024                                                      | „Our Movie" (우리 영화)        | 44                | 3                 | Asterum: 134-1                       |
| 2025                                                      | „Chroma Drift"                 | 14                | –                 | Caligo Pt.1                          |
| 2025                                                      | „Rizz"                         | 13                | –                 | Caligo Pt.1                          |
| 2025                                                      | „Island"                       | 16                | –                 | Caligo Pt.1                          |
| 2025                                                      | „12:32 (A to T)"               | 17                | –                 | Caligo Pt.1                          |
| „–” oznacza, że singiel nie był notowany na danej liście. |                                |                   |                   |                                      |